# Таласо-Ферганский разлом
Таласо-Ферганский разлом — крупная тектоническая дислокация, пересекающая горную систему Тянь-Шань. Наиболее протяжённый диагональный разлом в Средней Азии и её важный структурный элемент. Имеет длину свыше 800 километров, проходит вдоль Ферганского, Таласского и Каратауского хребтов. Один из крупных разломов, формирующих коллизию Индостанской и Евразийской тектонических плит. Характеризуется вертикальным смесителем. 
Таласо-Ферганский разлом возник в конце эпохи герцинского тектогенеза. В пермо-триасовое время его западное крыло относительно восточного переместилось на северо-запад на расстояние свыше 100 километров (такое явление называется правосторонним сдвигом). В юрское время продольно отдельных участков разлома возникли грабены, в которых накапливались терригенные и угленосные отложения. Движения продолжались и в более поздние периоды. Суммарная величина горизонтальных перемещений с позднего палеозоя до голоцена достигла 180 километров, а с учётом пластической деформации крыльев разлома — 250 километров, вертикальных перемещений — несколько километров. В прошлом здесь также произошло горизонтальное смещение русел водотоков и иных современных морфоструктур на расстояние в 30—50 метров. Зона разлома обладает сейсмичностью, очаги землетрясений достигают глубины 50 километров.